# Alcalá de los Gazules (kommunhuvudort)
Alcalá de los Gazules är en kommunhuvudort i Spanien.   Den ligger i provinsen Provincia de Cádiz och regionen Andalusien, i den södra delen av landet, 500 km söder om huvudstaden Madrid. Alcalá de los Gazules ligger 209 meter över havet och antalet invånare är 5 639.
Terrängen runt Alcalá de los Gazules är platt åt sydväst, men åt nordost är den kuperad. Runt Alcalá de los Gazules är det glesbefolkat, med 11 invånare per kvadratkilometer. Närmaste större samhälle är Medina Sidonia, 18,2 km väster om Alcalá de los Gazules. 